# Steropes pici
Steropes pici là một loài bọ cánh cứng trong họ Anthicidae. Loài này được Abdullah miêu tả khoa học năm 1966.